# Althea Gibson
Pour l’article homonyme, voir Gibson.
Althea Gibson est une joueuse de tennis américaine des années 1950, également golfeuse professionnelle, née le 25 août 1927 à Silver (comté de Clarendon, Caroline du Sud) et morte le 28 septembre 2003 à East Orange (New Jersey).
Douze ans avant Arthur Ashe chez les hommes et plus de quarante ans avant les sœurs Venus et Serena Williams, elle devient la première Noire à remporter un titre du Grand Chelem, en 1956 à Roland-Garros. Sa victoire à l'US Women's National Championship à Forest Hills, l'année suivante, est également inédite, à une période de grande lutte contre la ségrégation raciale aux États-Unis.
En 1957 et 1958, elle remporte le doublé Wimbledon-Internationaux des États-Unis (précurseur de la compétition US Open) et est élue deux fois « Athlète féminine de l'année » par Associated Press.
Althea Gibson compte aussi cinq titres du Grand Chelem en double dames, dont trois de suite sur le gazon londonien (1956-1958), ainsi qu'un titre en double mixte.
Au cours de sa carrière, elle totalise onze titres dans les tournois du grand Chelem. Billie Jean King la qualifie de tenace : « La route du succès a sans aucun doute été difficile pour elle, mais je ne l'ai jamais vue reculer ».
Althea Gibson a encore marqué les esprits dans les années 1960, car cette grande sportive a aussi été la première femme noire à entrer dans une compétition nationale de golf.
Elle est membre du International Tennis Hall of Fame depuis 1971 et inscrite au National Women's Hall of Fame.
Lors de l'US Open 2007, une cérémonie a commémoré sa première victoire dans ce tournoi, cinquante ans plus tôt, avec la participation de grandes figures noires-américaines comme Aretha Franklin, Jackie Joyner-Kersee ou Carol Moseley-Braun. En 2019, une statue à son effigie est inaugurée au Centre national de tennis Billie-Jean-King, devant le stade Arthur-Ashe, dans le quartier du Queens à New-York,.

## Biographie

### Famille et enfance
Althea Gibson est née le 25 août 1927 à Silver dans l'État de Caroline du Sud. Fille d'Annie Bell et de Daniel Gibson, tous deux métayers, elle vit une enfance difficile dans les quartiers d'Harlem où sa famille émigre après la crise de 1930, qui touche en premier les agriculteurs du Sud des États-Unis. Aînée d'une famille de quatre enfants, Althea a une enfance difficile, dans la grande pauvreté et subissant notamment des violences répétées de son père qui l'amènent à fuguer régulièrement, passant plusieurs nuits dans le métro. À cette époque, elle est accueillie à sa demande dans un foyer pour enfants avant de retourner dans sa famille. Elle découvre le tennis à travers le paddle-tennis (à distinguer du padel), pratique alors très répandue dans les rues de New York, via un programme de la Police Athetic League qui consiste à bloquer la 143e rue, où sa famille a récemment déménagé, pour proposer aux enfants différentes activités sportives. Elle remporte le tournoi de paddle tennis de New York à douze ans et intègre son premier club de tennis.  
En 1940, un groupe de voisins collecte assez d'argent pour inscrire les adolescents du quartier à des cours au Cosmopolitan Tennis Club de Sugar Hill, un quartier de Harlem. Au début Althea n'aimait pas le tennis, un sport qu'elle pensait pour les faibles et préférait notamment le basketball, mais elle finit par y prendre goût et remporte en 1944 le tournoi de tennis pour filles de l'American Tennis Association (ATA), puis onze titres supplémentaires sur ce même tournoi en 1947.

« Je savais que j'avais un talent inhabituel pour une fille, par la grâce de Dieu, écrit-elle. Je n'avais pas besoin de me le prouver à moi-même. Je voulais seulement le prouver à mes adversaires. »

Très vite, Althea Gibson attire l'attention de Robert Walter Johnson, qui l'aide à développer son talent. Elle commence sa carrière sportive, en 1949 en participant aux tournois de la Fédération de tennis des États-Unis (USTA).

### Vie privée et carrière
En parallèle de son début de carrière, Althea Gibson intègre le lycée ségrégationniste industriel Williston Industrial High school pour acquérir une plus grande culture générale puis intègre à l'aide de son entraineur la Florida Agricultural and Mechanical University en 1949 grâce à une bourse sportive. Le contexte ségrégationniste de l'époque complique ses débuts, de nombreux tournois étant réservés aux blancs bien que le règlement officiel de l'United States Tennis Association insiste sur la sanction possible des clubs en cas de discriminations. 
Elle est soutenue par Alice Marble, une championne de tennis en retraite, ainsi que par des lobbys et devient la première joueuse noire invitée à participer à l'US National (futur US Open) en 1950. Bien qu'elle soit éliminée au second tour, l'étonnement alla de pair avec une médiatisation sans précédent. Gibson est alors notamment comparée au champion de baseball noir Jackie Robinson, très médiatisé en 1947 pour avoir osé également défier les normes quant aux profils habituels des joueurs.
Elle devient également l'une des premières femmes noires à jouer pour la première fois à Wimbledon en 1951.
Althea Gibson est diplômée en 1953 et devient professeur de sport à la Lincoln University dans le Missouri où elle rencontre son conjoint, alors officier de l'armée mais dont elle tut longtemps le nom.

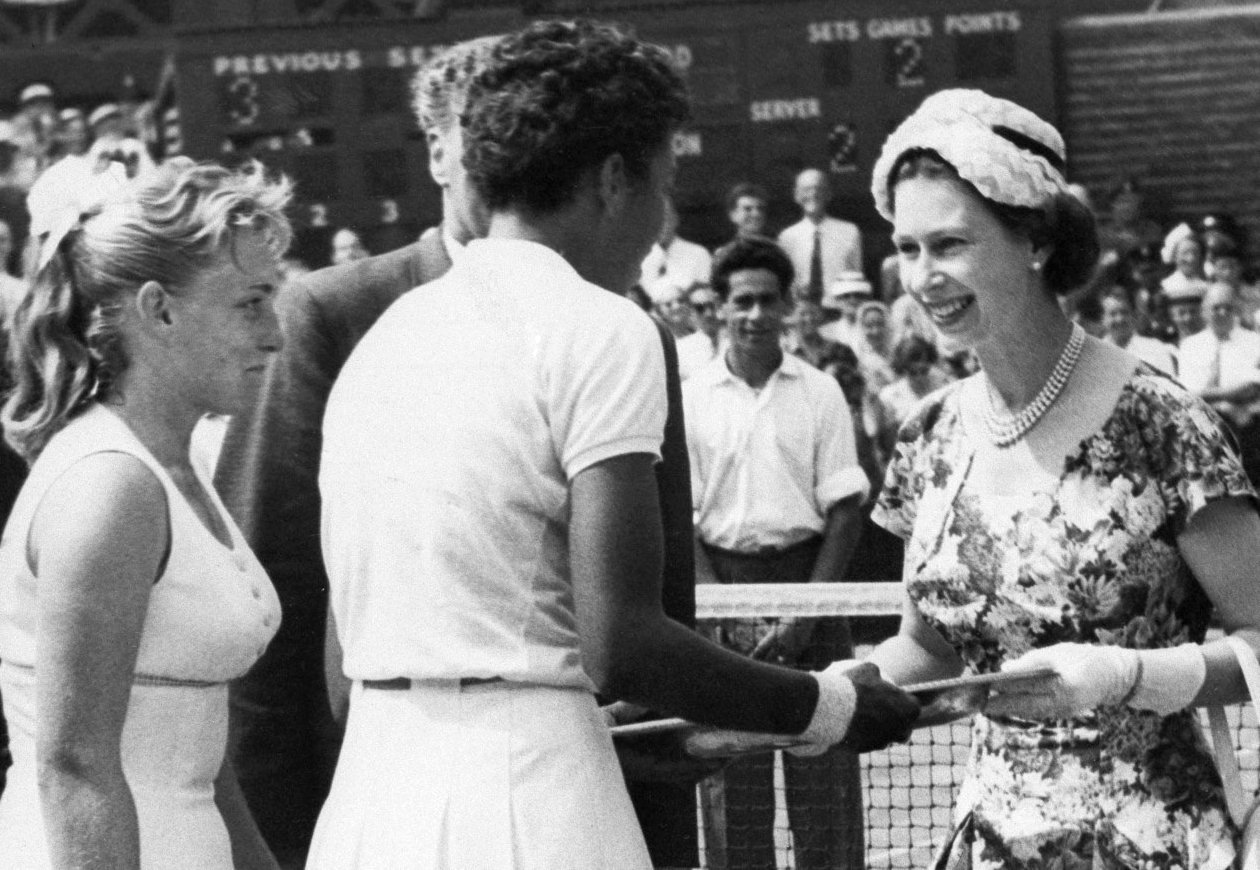
Remise du trophée par Élisabeth II de championne de Wimbledon en 1957.

En 1955, elle part faire une tournée internationale en Asie et en Europe où elle affronte les meilleures joueuses du monde. L’année 1957 marque le début de son succès, en étant la première joueuse noire à remporter Wimbledon face à Darlene Hard en finale et à recevoir le trophée des mains de la reine Élisabeth II. La même année, elle remporte l'US National et reçoit le Bronze Medallion, la plus haute distinction de la ville de New York, remise en main propre par le maire. Pendant deux ans (1957 et 1958), Althea est nommée « Sportive de l'année » par Associated Press et devient aussi la première femme noire à faire la couverture du Time et de Sports Illustrated.

### Reconversion après sa carrière tennistique
Toujours dans un contexte de ségrégation, Althea Gibson met fin à sa carrière amateur en 1958 pour cause de difficultés financières après avoir remporté 56 tournois internationaux et nationaux. USTA régule de manière très stricte les promotions externes et les prix pour les gagnants des tournois. Durant la fin des années 1950, elle avait essayé de s'intégrer dans l'industrie du disque, mais malgré quelques apparitions dans des émissions renommées, Althea ne put vivre de ses chansons. Elle devient alors commentatrice sportive et alterne avec des actions de bénévolat pour les communautés de Harlem ou autres quartiers pauvres. En 1959, elle a été choisie par John Ford pour jouer le rôle d’une esclave dans le film les Cavaliers ; elle se fit remarquer par son refus de parler dans le dialecte stéréotypé « nègre » prévu dans le script. 
Son premier ouvrage J'ai toujours voulu être quelqu'un est publié en 1960.
Elle se lance dans le golf, où elle atteint la 27e place mondiale du circuit professionnel de golf féminin mais peine toujours à avoir un salaire suffisant. Elle quitte le circuit professionnel en 1978.
Althea Gibson œuvre alors pour promouvoir le tennis dans des quartiers défavorisés et prend en charge des futures championnes telles que Zina Garrison.

## Parcours en Grand Chelem (partiel)
Si l’expression « Grand Chelem » désigne classiquement les quatre tournois les plus importants de l’histoire du tennis, elle n'est utilisée pour la première fois qu'en 1933, et n'acquiert la plénitude de son sens que peu à peu à partir des années 1950.